# میشل کارپنته
میشل کارپنته (ایتالیایی: Michelle Carpente؛ زادهٔ ۱ سپتامبر ۱۹۸۸) بازیگر و مجری تلویزیون اهل ایتالیا است. وی دانش‌آموختهٔ رشتهٔ «میانجی‌گری زبانی-فرهنگی» دانشگاه ساپینزای رم است.
از فیلم‌ها یا مجموعه‌های تلویزیونی که وی در آن‌ها نقش داشته است، می‌توان به نیک و شر، حریم شکسته و گناه و شرم اشاره نمود.